# Scopula cinis
Scopula cinis là một loài bướm đêm trong họ Geometridae.